# Franz Ullwer
Franz Ullwer (* 28. März 1934; † 1. August 2022) war ein deutscher Orientierungsläufer.
Ullwer war Mitglied des Skiklub Helsa aus Nordhessen. Mit diesem Verein nahm er auch an Skisprungwettbewerben teil und 1966 war der Skiklub Helsa einer von drei Vereinen, die am ersten westdeutschen Staffel-Orientierungslauf an den Start gingen. 1966 und 1968 gewann Ullwer die deutsche Meisterschaft im Orientierungslauf, die 1963 das erste Mal stattgefunden hatte. Bei der zweiten Orientierungslauf-Weltmeisterschaft 1968 in Linköping lief er in der bundesdeutschen Staffel mit Horst Steigenberger, Rolf Sickerling und Frank Finkenstädt, die jedoch nicht in die Wertung lief. Bei der Weltmeisterschaft zwei Jahre später in Friedrichroda wurde Ullwer 46. im Einzel und 12. mit der Staffel.
Danach betätigte er sich bis 2012 in Hessisch-Lichtenau als Hotelier, was durch die polizeiliche Räumung des Hotels ein Ende fand.